# Eustathios Taularidīs
Eustathios Taularidīs (in greco: Ευστάθιος Ταυλαρίδης; Serres, 25 gennaio 1980) è un ex calciatore greco, di ruolo difensore.

## Carriera

### Club

#### Iraklis, Arsenal e Lille
Ha iniziato la sua carriera presso l'Iraklis Salonicco e nel 2001 si trasferisce all'Arsenal per 1 milione di sterline. Con l'Arsenal totalizza otto presenze, tutte in campionato tranne una in League Cup. Ha fatto il suo debutto in Premier League nella stagione 2002-03 contro il Southampton, dove l'Arsenal ha fatto riposare molti dei suoi giocatori per la finale di FA Cup, anche contro il Southampton. Nei primi mesi del 2004 è stato ceduto in prestito al LOSC Lille e in estate è stato poi ceduto in via definitiva. Il 29 aprile si è trasferito dall'Arsenal al LOSC Lille con un contratto quadriennale.

#### Saint-Étienne
Tavlaridis firma con l'AS Saint-Étienne per € 2,5 milioni firmando un accordo triennale con il club. Tavlaridis ha scelto il numero 4 e diviene titolare, affiancando Bayal Moustapha Sall. Tavlaridis ha fatto il suo debutto contro la sua ex squadra, il Lille.
Ha iniziato la stagione 2007-08 segnando il suo primo gol con il Saint-Étienne in una vittoria 2-1 sul Sochaux la settimana successiva. Tavlaridis è stato nominato capitano del club dal tecnico Alain Perrin all'inizio della nuova stagione di Ligue 1, dopo aver servito come vice-capitano della stagione precedente. Tavlaridis ha giocato 69 partite in Ligue 1 e ha segnato due volte. Verrà però presto rimosso dal ruolo che ricopriva, quando si sottopose a un'operazione al ginocchio, riducendo drasticamente le sue presenze, che al termine dell'annata furono 6.

#### Larissa
Il 30 aprile 2010 Larissa ha annunciato che un accordo era stato raggiunto con il centrale greco, con un contratto quadriennale e si è unito al club gratuitamente quando il suo contratto con il Saint-Etienne scadde a fine della stagione. È tornato in Grecia dopo una carriera formidabile in Inghilterra e in Francia negli ultimi dieci anni.

#### OFI Creta
Nell'estate del 2011 passa al OFI Creta firmando un contratto triennale.

## Statistiche

### Cronologia presenze e reti in nazionale
| Cronologia completa delle presenze e delle reti in nazionale ― Grecia | Cronologia completa delle presenze e delle reti in nazionale ― Grecia | Cronologia completa delle presenze e delle reti in nazionale ― Grecia | Cronologia completa delle presenze e delle reti in nazionale ― Grecia | Cronologia completa delle presenze e delle reti in nazionale ― Grecia | Cronologia completa delle presenze e delle reti in nazionale ― Grecia | Cronologia completa delle presenze e delle reti in nazionale ― Grecia | Cronologia completa delle presenze e delle reti in nazionale ― Grecia |
| Data                                                                  | Città                                                                 | In casa                                                               | Risultato                                                             | Ospiti                                                                | Competizione                                                          | Reti                                                                  | Note                                                                  |
| --------------------------------------------------------------------- | --------------------------------------------------------------------- | --------------------------------------------------------------------- | --------------------------------------------------------------------- | --------------------------------------------------------------------- | --------------------------------------------------------------------- | --------------------------------------------------------------------- | --------------------------------------------------------------------- |
| 19-6-2005                                                             | Francoforte sul Meno                                                  | Giappone                                                              | 1 – 0                                                                 | Grecia                                                                | Conf. Cup 2005 - 1º turno                                             | -                                                                     | 31’                                                                   |
| 22-6-2005                                                             | Francoforte sul Meno                                                  | Messico                                                               | 0 – 0                                                                 | Grecia                                                                | Conf. Cup 2005 - 1º turno                                             | -                                                                     | 74’ 85’                                                               |
| 16-6-2015                                                             | Danzica                                                               | Polonia                                                               | 0 – 0                                                                 | Grecia                                                                | Amichevole                                                            | -                                                                     | 46’                                                                   |
| Totale                                                                |                                                                       | Presenze                                                              | 3                                                                     |                                                                       | Reti                                                                  | 0                                                                     |                                                                       |

## Palmarès

### Club

#### Competizioni nazionali
- Premier League: 2

Arsenal:2001-2002, 2003-2004
- Community Shield: 1

Arsenal:2002
- Coppa d'Inghilterra: 1

Arsenal:2002-2003